# SKU Amstetten
Sportklub Union Amstetten w skrócie SKU Amstetten – austriacki klub piłkarski, grający w drugiej lidze austriackiej, mający siedzibę w mieście Amstetten.

## Historia
Klub został założony 30 listopada 1997 w wyniku fuzji ASK Amstetten (założony w 1932 roku) i SC Union Amstetten (założony w 1946). W sezonie 2017/2018 zajął 3. miejsce w Regionallidze Ost i wywalczył historyczny awans do drugiej ligi austriackiej.

## Sukcesy
- Niederösterreichische Landesliga:

mistrzostwo (2): 2007/2008, 2010/2011
wicemistrzostwo (2): 1999/2000, 2009/2010

## Stadion
Domowe mecze klub rozgrywa na stadionie o nazwie Ertl Glas Stadion, położonym w mieście Amstetten. Stadion może pomieścić 3300 widzów.

## Skład na sezon 2019/2020
| Nr | Poz. | Piłkarz             |
| -- | ---- | ------------------- |
| 1  | BR   | Felix Gschossmann   |
| 5  | OB   | Markus Keusch       |
| 6  | OB   | Can Kurt            |
| 7  | PO   | Manuel Seidl        |
| 8  | PO   | Thomas Hinum        |
| 9  | NA   | David Peham         |
| 10 | NA   | Daniel Gremsl       |
| 12 | OB   | Lukas Deinhofer     |
| 13 | PO   | Matthias Wurm       |
| 14 | PO   | Daniel Scharner     |
| 15 | PO   | Philipp Offenthaler |
| 17 | OB   | Philipp Gallhuber   |
| 19 | PO   | Michael Drga        |

| Nr | Poz. | Piłkarz              |
| -- | ---- | -------------------- |
| 20 | PO   | Patrick Lachmayr     |
| 21 | OB   | Julian Krenn         |
| 23 | PO   | Patrick Schagerl     |
| 27 | OB   | Sebastian Dirnberger |
| 28 | BR   | Dennis Verwüster     |
| 30 | OB   | Marco Stark          |
| 31 | BR   | David Affengruber    |
| 33 | OB   | Patrick Puchegger    |
| 34 | NA   | Daniel Maderner      |
| 37 | PO   | Mario Vucenovic      |
| 99 | PO   | Kenan Kirim          |
| —  | OB   | Kofi Schulz          |